# Minardi M198
El Minardi M198 fue el coche con el que el equipo Minardi compitió en la temporada 1998 de Fórmula 1.

## Descripción general
Para 1998, Minardi fichó al japonés Shinji Nakano procedente de Prost y al novato argentino Esteban Tuero.
El M198 presentaba un motor Cosworth V10 con motor Ford, una actualización del Hart V8 de la temporada anterior. Tuero probó por primera vez el nuevo motor en enero de 1998 en Mugello. En febrero, Nakano se había unido al equipo y estaba probando el coche en Barcelona. Sin embargo, a pesar del optimismo, a Tuero aún no se le había concedido una súper licencia para competir en la temporada de 1998. Tuero finalmente obtuvo su licencia de la FIA y al comenzar la temporada a los 19 años de edad, se convirtió en el tercer piloto más joven de Fórmula 1 en ese momento.
En la primera ronda de la temporada 1998 en Australia, Tuero logró clasificarse en la 17.ª posición por delante del ganador del Gran Premio de Mónaco de 1996, Olivier Panis, y de ambos Tyrrell. Sin embargo, al final la carrera terminaría con un doble abandono para el M198, hazaña que se repitió en la siguiente ronda en Brasil. Nakano llevó el M198 a su primer Gran Premio en Argentina.
La confiabilidad fue un problema con el M198, al igual que varios accidentes. El coche no pudo terminar 18 veces. Tuero sólo terminó cuatro Grandes Premios en los que participó, una tasa de abandono del 75%. Nakano sufrió seis abandonos, lo que supone tres Grandes Premios en los que ninguno de los M198 pasó la bandera a cuadros. En la última carrera de la temporada en Japón, Tuero se vio involucrado en una colisión con Tora Takagi que le provocó lesiones en tres vértebras de la columna. Los restos del accidente fueron golpeados por Michael Schumacher, lo que lo llevó a retirarse y Mika Hakkinen ganó el título.
Lo más destacado del M198 fue el séptimo puesto de Nakano en el Gran Premio de Canadá de 1998. Esto llevó a Minardi a terminar por delante de Tyrrell en el Campeonato de Constructores de 1998, a pesar de que ambos equipos no lograron sumar ningún punto.
Después de la temporada, Minardi comenzó a utilizar el M198 para pruebas antes de 1999. Laurent Redon, Marc Gené y el ganador italiano de F3 Donny Crevels probaron el M198 en Barcelona en diciembre de 1998. Gene finalmente se uniría al equipo en 1999 y conduciría el M01.

## Livery
El M198 tuvo un cambio de decoración significativo con respecto a su predecesor, con una nueva pintura plateada y azul. El coche también contó con un gran número de patrocinadores, como Fondmetal, Roces, Avex Group y Doimo.

## Resultados

### Fórmula 1
(Clave) (negrita indica pole position) (cursiva indica vuelta rápida)

| Año     | Motor    | Neu. | N.º | Pilotos       | 1   | 2   | 3   | 4   | 5   | 6   | 7   | 8   | 9   | 10  | 11  | 12  | 13  | 14  | 15  | 16  | Puntos | Pos. |
| ------- | -------- | ---- | --- | ------------- | --- | --- | --- | --- | --- | --- | --- | --- | --- | --- | --- | --- | --- | --- | --- | --- | ------ | ---- |
| 1998    | Ford V10 | B    |     |               | AUS | BRA | ARG | SMR | ESP | MON | CAN | FRA | GBR | AUT | GER | HUN | BEL | ITA | LUX | JPN | 0      | NC   |
| 1998    | Ford V10 | B    | 22  | Shinji Nakano | Ret | Ret | 13  | Ret | 14  | 9   | 7   | 17  | 8   | 11  | Ret | 15  | 8   | Ret | 15  | Ret | 0      | NC   |
| 1998    | Ford V10 | B    | 23  | Esteban Tuero | Ret | Ret | Ret | 8   | 15  | Ret | Ret | Ret | Ret | Ret | 16  | Ret | Ret | 11  | Ret | Ret | 0      | NC   |
| Fuente: |          |      |     |               |     |     |     |     |     |     |     |     |     |     |     |     |     |     |     |     |        |      |